# Tillandsia cryptantha
Tillandsia brachycaulos là một loài thuộc chi Tillandsia. Đây là loài đặc hữu của México.